# Issigui
Ne doit pas être confondu avec Bissiguin.
Issigui est une localité située dans le département de Ouahigouya de la province du Yatenga dans la région Nord au Burkina Faso.

## Géographie
Issigui se trouve à 4 km à l'ouest du centre de Ouahigouya, le chef-lieu de la province, et à 3,5 km à l'ouest de la route nationale 2.

## Histoire
Issigui est l'un des plus anciens villages du Yatenga. Sa proximité avec Ouahigouya à tout à la fois entrainé un exode rural de sa population avec l'expansion de la ville mais aussi le développement de certains services publics.

## Démographie
| 1955 | 2003 | 2006  | 2012 |
| ---- | ---- | ----- | ---- |
| 357  | -    | 1 066 | -    |

En 2006, sur les 1 066 habitants du village – regroupés en 182 ménages – 49,72 % étaient des femmes, près 45.5 % avaient moins de 14 ans, 49.6 % entre 15 et 64 ans et environ 5 % plus de 65 ans.

## Économie
Localité historiquement à forte vocation agricole, Issigui bénéficie de la présence sur son territoire de la retenue d'eau du barrage de Goinré, longeant la RN 2, permettant l'irrigation des cultures maraîchères et vivrières en particulier du maïs.

## Santé et éducation
Le centre de soins le plus proche d'Issigui est soit le centre de santé et de promotion sociale (CSPS) de Bissiguin soit le centre hospitalier régional (CHR) de Ouahigouya.